# Jo Govaerts
Jo Govaerts (Leuven, 1972) is een Nederlandstalige dichteres, auteur en vertaalster.

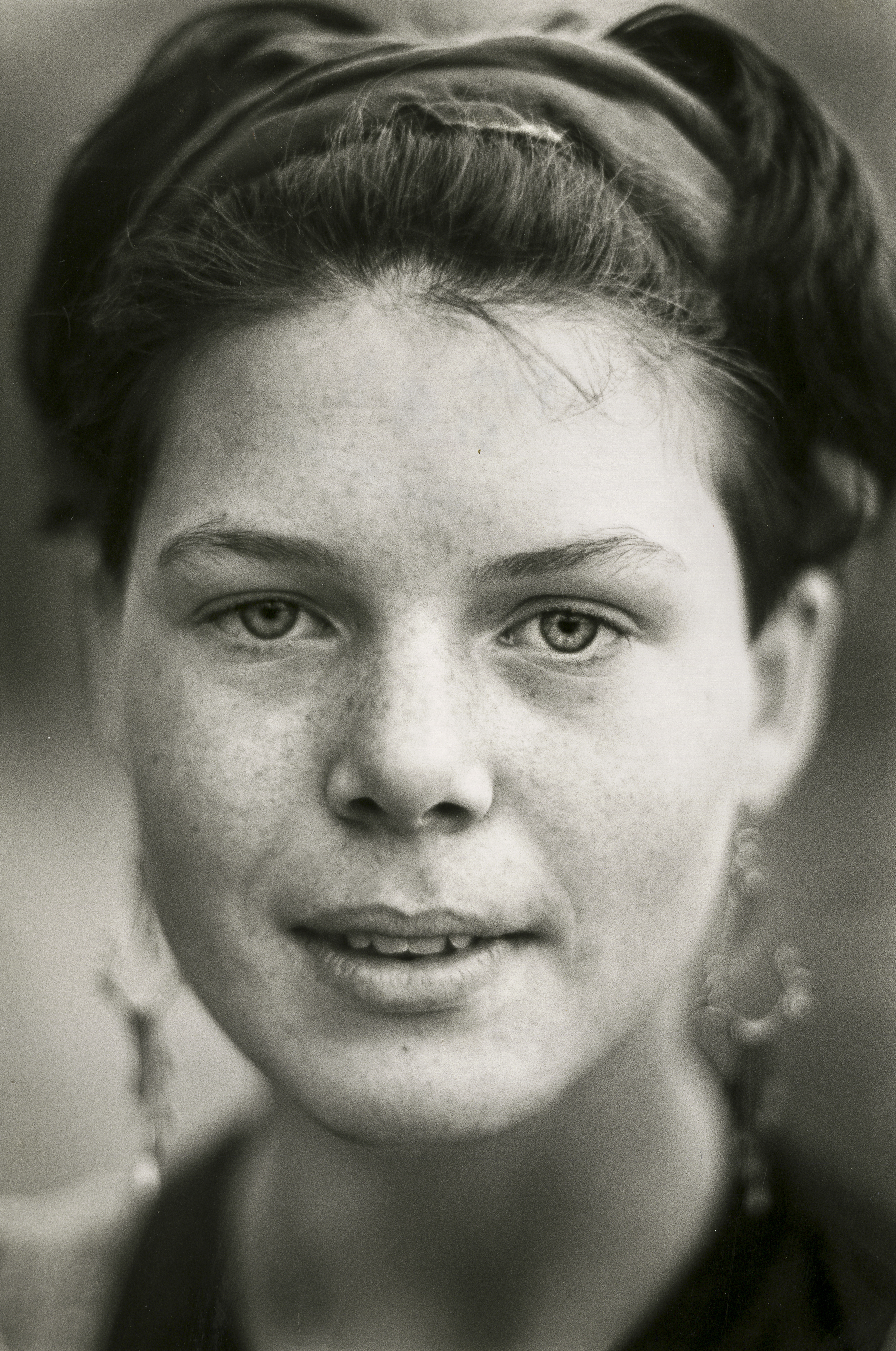
Jo Govaerts in 1987, het jaar van haar debuut.

## Biografie
Govaerts debuteerde op veertienjarige leeftijd met de poëziebundel Hanne Ton (Kritak, 1987) die genomineerd werd voor de C. Buddingh'-prijs. Gevolgd door de twijfelaar (Kritak, 1989), Waar je naar zit te kijken (Kritak, 1994), en Apenjaren (Van Halewyck, 1998).
Zij studeerde slavistiek in Leuven en verbleef in Warschau waar ze het werk van de Poolse auteur Zbigniew Hebert bestudeerde. In Rusland, Kyrgyzstan, en aan het SOAS in Londen studeerde ze sociale antropologie en de geschiedenis van Centraal-Azië. Naast haar eigen poëzie vertaalde Govaerts onder andere werk van Wislawa Szymborska (1923-2012), Poolse Nobelprijs winnaar, en van Anna Swirszczynska (samen met Karol Lesman, 2005). Uit het Litouws vertaalde ze een bloemlezing uit het werk van Eugenijus Alisanka.
Tot in 2001 werkte ze vanuit Polen of Kazan wekelijks mee aan reportages voor het radio 1 programma Het Einde van Wereld, onder anderen met Dree Peremans. Na haar tijd in Polen schreef Govaerts een culturele gids over Krakau (Krakow. Culturele hoofdstad van Europa. 2000, Wereldbibliotheek), waarvoor ze een medaille van de Poolse regering ontving. Over haar verblijf en ervaringen in Tatarstan schreef ze Tatarstan. Een twijfelland aan de Volga (Van Halewyck, 1998). Later werkte ze ook rond stripverhalen in de Balkan voor Strip Turnhout.
Over de jaren heen schreef Jo Govaerts onder andere columns voor Cobra en verscheen zij ook in het Liegend Konijn en Dietsche Warande en Belfort.
Ze schreef ook jeugdpoëzie en vertaalde kinderboeken uit het Pools. De Poolse klassieker Meneer Minuscuul en de walvis (Book Island, 2014) van Julian Tuwim en Bohdan Butenko, en Het magische avontuur (Querido, 2019).
In 2016 verscheen Govaerts' meest recente boek; een biografie over de Belgisch-Amerikaanse kunstenaar Jan Yoors (Houtekiet, 2016).

#### Dichtbundels
- Hanne Ton. Kritak/Van Gennep [distr.], Leuven/Amsterdam, 1987. Omvang: 39 p.
- De twijfelaar. Kritak, Leuven, 1989. Omvang: 38 p.
- Waar je naar zit te kijken. Gedichten. Kritak, Antwerpen, 1994. Omvang 40 p.
- Apenjaren. Gedichten. Van Halewyck, Kessel-Lo, 1998. Omvang 48 p.
- Ik dans me weer bijeen. Standaard Uitgeverij, Antwerpen 2021. Omvang 232 p.

#### Vertalingen
- Wislawa Szymborska. De vreugde van het schrijven. Een keuze uit de poëzie van Wislawa Szymborska. Samengesteld en vertaald door Jo Govaerts. Van Halewyck, Kessel-Lo, 1997. Omvang 47 p. Vertaald uit het Pools.
- Anna Swirszczynska (1909-1984). De mooiste van Anna Swirszczynska. Vert. [uit het Pools] door Jo Govaerts en Karol Lesman. In een red. van Koen Stassijns en Ivo van Strijtem. Ingel. door Czeslaw Milosz. Lannoo/Atlas, Tielt/Amsterdam, 2006. Omvang: 152 p. Gedichten in het Pools en in het Nederlands.
- Eugenijus Alisanka (1960). Uit het archief van ongeschreven brieven. Gedichten. Vertaald en van een interview voorzien door Jo Govaerts. Uitgeverij P, Leuven, 2010. Omvang 79 p. Litouws dichter; geboren in Siberië tijdens de ballingschap van zijn ouders [bron: Maastricht International Poetry Nights].
- Julian Tuwim, Bohdan Butenko (ill.), Meneer Minuscuul en de walvis, Book Island [S.l.], 2014, 20 p., ill. Vert. van: Pan Maluṥkiewics i Wieloryb door Jo Govaerts. Distributie: Book Island.
- Marianna Oklejak: Het magische avontuur, Querido, Amsterdam 2019, 62 p. : ill. ISBN 9789045123844. Vertaling van Cuda Niewidy door Jo Govaerts. Distributie L&M Books.

#### Diversen
- Jo Govaerts. Tatarstan. Een twijfelland aan de Volga. Van Halewyck, Kessel-Lo, 1998. Omvang 213 p. Reisverhalen.
- Kraków. Culturele hoofdstad van Europa. Een gids. Onder red. van Jo Govaerts. Wereldbibliotheek, Amsterdam, 2000. Omvang: 144 p.
- Jo Govaerts. Strips in de Balkan, de Balkan in strips. [Voorwoord Koen van Rompaey]. Strip Turnhout, Turnhout, 2011. Omvang 35 p.
- Jo Govaerts. Jan Yoors, kunstenaar met een zigeunerhart. Houtekiet, 2016.